# Daoguang
Daoguang (ur. 16 września 1782, zm. 25 lutego 1850) – siódmy cesarz Chin z dynastii Qing w latach 1820–1850. Był drugim synem cesarza Jiaqinga i cesarzowej, damy Hitary z mandżurskiego klanu Hitara (imię pośmiertne Xiao Shu Rui). Jego imię prywatne to Mianning (綿寧).
Podobnie jak ojciec miał naturę uczonego, ale w odróżnieniu od wielu innych władców qingowskich, preferował konsultacje i szeroko zakrojone badania przed podjęciem decyzji; zdecydowanie i stanowczość nie były jego mocną stroną. Rzadko pokazywał gwałtowniejszą stronę swej natury: podczas szturmu rebeliantów na Zakazane Miasto w 1813, książę chwycił za broń i osobiście zastrzelił dwóch powstańców, którzy przedostali się do pałacu; w 1828 nakazał okrutnie rozprawić się ze sprowadzonym do Pekinu, po upadku jego rebelii, kaszgarskim hodżą Dżahangirem.
Po nagłej śmierci cesarza Jiaqinga, Mianning wstąpił na tron we wrześniu 1820, przybierając imię panowania Daoguang (道光帝, Dàoguāng). Odziedziczył jedno z największych imperiów świata, które jednak zaczęło cierpieć z powodu przeludnienia i słabości administracji. Korupcja i rozbudowany system patronatów były powszechne wśród urzędników; próby reform spotykały się z niezrozumieniem na dworze, zdominowanym przez nadmiernie ortoksyjnych uczonych konfucjańskich, lub doszczętnie skorumpowanych urzędników jak Wielki Kanclerz Muzhanga. M.in. nieadekwatna administracja nie była w stanie zapobiec wylewom Huang He i zamulaniu Wielkiego Kanału, co powodowało problemy z zaopatrzeniem w ziarno (także stolicy). Po konsultacjach, Daoguang w 1824 nakazał szeroko zakrojone prace naprawcze.
Nowym zagrożeniem, z którego wagi cesarze Chin (nawet wielki Qianlong) nie zdawali sobie sprawy, były apetyty państw zachodnich, w szczególności Wielkiej Brytanii. Domagając się wolności handlu (wysoce regulowanego w Cesarstwie Chińskim) i równości stosunków międzynarodowych (co nie przystawało do chińskiego systemu trybutarnego), dążyły one do ustanowienia relacji na swoich warunkach.
Zamknięcie chińskich granic na europejskie towary i reglamentacja handlu poszukiwanymi w Europie porcelaną i herbatą, doprowadziły do poważnego deficytu w obrocie handlowym między Wielką Brytanią a Chinami. Brytyjczycy zaczęli sprowadzać do Chin opium, którego eksport pozwalał zrównoważyć koszty importu herbaty. Eksport ten wzrastał z 200 skrzynek za panowania cesarza Yongzhenga do 4000, za rządów Jiaqinga do 30000 w 1835 i 40000 w 1838 za czasów Daoguanga. Istniejące zakazy były powszechnie ignorowane. Po debatach nad kwestią legalizacji handlu, cesarz przychylił się do opinii stronnictwa "prohibicyjnego" i wydał wiele edyktów zakazujących importu opium. Jednym z powodów była chęć zapobieżenia odpływowi srebra; kurs srebra wzrastał niebezpiecznie w stosunku do podstawowego środka płatniczego, jakim był pieniądz miedziany: z 1000 sztuk miedzi za tael srebra w czasach Qianlonga, do 1500 za Jiaqinga i 2700 za Daoguanga. W końcu, by ostatecznie rozwiązać problem, wysłał do Kantonu energicznego przedstawiciela, Lin Zexu z bardzo szerokimi uprawnieniami, by zniszczyć samo źródło kłopotów, co mogło oznaczać podjęcie akcji przeciwko kupcom zachodnim. Zniszczenie przez Lina 20 000 skrzynek opium było bezpośrednim powodem wybuchu pierwszej wojny opiumowej.
Wojna ukazała słabość imperium qingowskiego: Europejczycy, dysponujący niewielkimi (choć mającymi przewagę techniczną) siłami operującymi bardzo daleko od baz, byli w stanie pokonać wojska chińskie. Lin Zexu został zesłany do Xinjiangu, a podpisany w 1842 traktat nankiński likwidował dawny system limitowanych kontaktów, otwierał dla handlu pięć chińskich portów, gwarantował Brytyjczykom wysokie odszkodowania (łącznie 21 mln taeli srebra) i oddawał Wielkiej Brytanii Hongkong, który stał się kluczową europejską bazą do dalszych operacji w Chinach. Tym samym Daoguang był pierwszym cesarzem dynastii Qing, który utracił fragment terytorium państwa.
Konieczność wypłaty odszkodowań, słabnąca skuteczność zbierania podatków i potężna korupcja, spowodowały wyczerpanie skarbca. W 1850 w skarbcu znajdowało się 8 mln taeli srebra, w porównaniu do 60 mln na początku XVIII w. Potrzeby dziesięciokrotnie przewyższały dochody, i nawet poważne oszczędności w administracji (obniżenie pensji urzędniczych) i dworskich (m.in. porzucenie letniego pałacu w Chengde) nie były w stanie zrównoważyć budżetu. Z tego powodu, zaczęty 25 lat wcześniej projekt odbudowy Wielkiego Kanału został w 1849 ostatecznie porzucony. Słabość wewnętrzna spowodowała wybuch powstań (m.in. tajpingów), które w ciągu następnych 25 lat miały zagrozić samej dynastii.
Cesarz zmarł w Starym Pałacu Letnim w Pekinie. Jego następcą został czwarty (najstarszy żyjący) syn, Yizhu.
Podczas panowania Daoguanga uwidoczniły się po raz pierwszy problemy, które prześladowały Cesarstwo aż do jego końca: słabość militarna i administracyjna, korupcja, zacofanie, niezrozumienie i brak wiedzy na temat świata zewnętrznego, które nie pozwalały ani zapobiec, ani odeprzeć agresji zewnętrznej. Na korzyść cesarza trzeba zapisać jego chęć reformy administracji i tolerancję wobec uczonych mających inną niż on opinię – co pośrednio przyczyniło się do powstania nowych prądów reformistycznych wśród konfucjańskich uczonych-właścicieli ziemskich, dążących do wzmocnienia państwa (tzw. „ruch samoumocnienia”).